# Erra-Liiva
Erra-Liiva is een plaats in de Estlandse gemeente Lüganuse, provincie Ida-Virumaa. De plaats heeft de status van dorp (Estisch: küla) en telt 62 inwoners (2021).
De plaats lag tot in oktober 2017 in de gemeente Sonda. In die maand werd Sonda bij de gemeente Lüganuse gevoegd.